# Illinețke, Illinți
Illinețke (în ucraineană Іллінецьке) este localitatea de reședință a comunei Illinețke din raionul Illinți, regiunea Vinnița, Ucraina.

## Demografie
Componența lingvistică a localității Illinețke
     Ucraineană (96,99%)
     Rusă (2,49%)
     Alte limbi (0,39%)
Conform recensământului din 2001, majoritatea populației localității Illinețke era vorbitoare de ucraineană (96,99%), existând în minoritate și vorbitori de rusă (2,49%).